# Bo Varenius
Bo Gerhard Otto Varenius, född 3 november 1918 i Hedvig Eleonora församling i Stockholms stad, död 23 juli 1996 i Danderyds församling i Stockholms län, var en svensk militär.

## Biografi
Varenius avlade studentexamen på latinlinjen i Stockholm 1938, varpå han började studera juridik vid Stockholms högskola och komplettera sin studentexamen med naturvetenskapliga ämnen. Åren 1939–1942 ägnade han åt värnplikt och reservofficersutbildning i kustartilleriet, med reservofficersexamen 1942. Han beslutade sig därpå för att inte fullfölja sina juridikstudier och i stället inträdde han 1943 som fänrik på aktiv stat i kustartilleriet, där han 1944 befordrades till löjtnant. Under sina första officersår tjänstgjorde han i trupp- och stabsbefattningar vid Karlskrona kustartilleriregemente. Han gick Stabskursen och Minkursen vid Sjökrigshögskolan 1950–1952, befordrades till kapten 1951 och tjänstgjorde i Marinstaben 1956–1957. Han befordrades till major 1960, tjänstgjorde vid Marinförvaltningen 1960–1961, var avdelningschef vid Försvarsstaben 1961–1963 och genomgick Försvarshögskolan 1962. Han befordrades 1963 till överstelöjtnant och var chef för Samordningsavdelningen i Försvarsdepartementet 1963–1964. År 1964 befordrades han till överste, varefter han 1964–1966 var chef för Gotlands kustartilleriförsvar med Gotlands kustartillerikår och 1966–1970 chef för Sektion 1 vid Försvarsstaben, med ansvar för kvartermästaravdelning och signaltjänst. Han var stabschef vid staben i Nedre Norrlands militärområde 1970–1972, befordrades 1972 till generalmajor och var chef för Marinstaben 1972–1984. Efter sin pensionering var han verkställande direktör för den humanitära stiftelsen SCAA.
Bo Varenius invaldes 1971 som ledamot av Kungliga Krigsvetenskapsakademien och 1972 som hedersledamot av Kungliga Örlogsmannasällskapet.
Varenius var son till professor Otto Varenius och Gurli Lindbäck. Han gifte sig 1945 med sophiasystern Lilian Koch (född 1921), dotter till kommendörkapten Harry Koch och Elisabeth Paulin. Han var far till Ann (född 1946), Nils (född 1949), Helene (född 1950) och Björn (född 1954). Han var medlem av Rotary. Varenius avled den 14 augusti 1996 och gravsattes den 5 september 1996 på Galärvarvskyrkogården i Stockholm.

## Utmärkelser
- Riddare av Svärdsorden, 1960.[11]
- Kommendör av Svärdsorden, 11 november 1967.[12]
- Kommendör av första klass av Svärdsorden, 6 juni 1970.[13]